# Championnat de France féminin de volley-ball 2015-2016
Navigation
Saison précédente Saison suivante
Le Championnat de France de volley-ball féminin 2015-2016 est un championnat de France de volley-ball féminin qui a eu lieu en 2015-2016.
La compétition est marquée par la victoire en finale de l'AS Saint-Raphaël, qui met fin, le 7 mai 2016, à une série de 18 titres consécutifs remportés par le Racing Club de Cannes.

## Classement phase régulière
| place | équipe                | Pts | J  | G  | P  |
| ----- | --------------------- | --- | -- | -- | -- |
| 1     | Racing Club de Cannes | 54  | 22 | 18 | 4  |
| 2     | Béziers               | 52  | 22 | 16 | 6  |
| 3     | SF Paris St-Cloud     | 49  | 22 | 17 | 5  |
| 4     | Mulhouse              | 44  | 22 | 15 | 7  |
| 5     | Venelles              | 36  | 22 | 12 | 10 |
| 6     | Le Cannet             | 32  | 22 | 12 | 10 |
| 7     | AS Saint-Raphaël      | 30  | 22 | 10 | 12 |
| 8     | Volley-Ball Nantes    | 30  | 22 | 9  | 13 |
| 9     | Terville Florange     | 27  | 22 | 9  | 13 |
| 10    | Vandœuvre Nancy       | 17  | 22 | 6  | 16 |
| 11    | Chamalières           | 16  | 22 | 5  | 17 |
| 12    | Istres                | 9   | 22 | 3  | 19 |